# المصالحة الوطنية
المصالحة الوطنية هو مشروع جزائري من عمل الرئيس عبد العزيز بوتفليقة يهدف إلى المصالحة بين الشعب فيما بينه وذلك بعد سنين الجمر التي عاشها الشعب الجزائري بعد احداث 1991 السياسية وقد صدر المرسوم الرئاسي باجراء انتخاب على المشروع في 14 أغسطس 2005م الموافق لـ9 رجب 1426هـ وحصل على نسبة استفتاء لصالح المشروع الذي حد من الفترة المدمية للجزائر 

## بعض بنود المصالحة

### عرفان الشعب الـجزائري لصناع نجدة الجمهورية الجزائرية الديمقراطية الشعبية
إن الشعب الجزائري يأبى إلا أن يثني على الـجيـش الوطني الشعبي ومصالح الأمن وكافة الوطنييـن، والمواطنيـن العادييـن، ويشيد بـما كان لهم من وقفة وطنية وتضحيات مكنت من نـجاة الجزائر ومن الـحفاظ على مكتسبات الـجمهورية ومؤسساتها.
بمصادقته على هذا الميثاق بكل سيادة، إن الشعب الجزائري يجزم أنه لا يخول لأي كان، في الجزائر أو خارجها، أن يتذرع بما خلفته المأساة الوطنية من جراح وكلوم، أو يعتد به بقصد الـمساس بـمؤسسات الـجمهورية الـجزائرية الديـمقراطية الشعبية، أو زعزعة أركان الدولة، أو وصم شرف جميع أعوانها الذين أخلصوا خدمتها، أو تشويه صورة الجزائر على الصعيد الدولي.

### أولا
إبطال المتابعات القضائية في حـق الأفراد الذيـن سلموا أنفسهم للسلطات اعتبارا من 13 يناير 2000، تاريخ انقضاء مفعول القانون المتضمن الوئام الـمدني؛

### ثانيا
إبطال الـمتابـعات القضائـيـة في حـق جميـع الأفراد الذيـن يكفون عن نشاطهم الـمسلح ويسلـمون ما لديـهم من سـلاح. ولا يـنـطبـق إبطـال هذه الـمتابعات على الأفـراد الذيـن كانت لهم يد في الـمجازر الـجمـاعية أو انتهاك الـحرمات أو استعمال الـمتـفجرات في الاعتداءات على الأمـاكن الـعمومية؛

### ثالثا
إبطال الـمتابعات القضائية في حق الأفراد الـمطلوبيـن داخل الـوطن وخارجه الذيـن يَـمْثُلُون طـوعا أمام الهيئات الـجزائرية الـمختصة. ولا يـنطبق إبطال هذه الـمتابعات على الأفراد الذيـن كانت لهم يد في الـمجازر الـجماعية أو انتهاك الـحرمات أو استعمال الـمتفجرات في الاعتداءات على الأمـاكن الـعـمـومـية؛

### رابعا
إبطال الـمتابعات القضائية في حـق جميع الأفراد الـمنضويـن في شبكات دعم الإرهاب الذيـن يصرحون بنشاطاتهم لدى السلطات الـجزائرية الـمختصة ؛

### خامسا
إبطال الـمتابعات القضائية في حق الأفراد الـمحكوم عليهم غيابيا باستثناء أولئك الذيـن كانت لهم يد في الـمجازر الـجماعية أو انتهاك الـحرمات أو استعمال الـمتفجرات في الاعتداءات على الأماكن الـعمومية؛

### سادسا
العفو لصالح الأفراد الـمحكوم عليهم والـموجوديـن رهن الـحبس عقابا على اقترافهم نشاطات داعـمة للإرهاب ؛

### سابعا
العفـو لصالح الأفراد الـمحكـوم عليهم والـموجوديـن رهن الـحبس عقابا على اقترافهم أعمال عـنـف من غير الـمجـازر الـجماعية أو انتهاك الـحرمات أو استعمال الـمتفجرات في الاعتداءات على الأماكن الـعـمـومـيـة؛

### ثامنا
إبدال العقوبات أو الإعفاء من جزء منها لصالح جميــع الأفـراد الـذيـن صـدرت في حقـهم أحكـام نهـائيــة أو الـمطلوبــيـن الذيـــن لا تشملهم إجراءات إبطال الـمتابعات أو إجراءات العـفـو السالفة الذكر.